# Gunnar Söderberg
Johan Gunnar Teodor Söderberg, född 21 december 1893 i Stockholm, död 11 januari 1975 i Salems församling, var en svensk agronom, målare och tecknare
Söderberg var från 1922 gift med Matilda Ulrika Margareta Djurklou. Han tillbringade i sluter av 1920-talet en tid i Paris där han bedrev konststudier och målade egna verk. Han medverkade i Liljevalchs Höstsalong 1934 med ett flertal oljemålningar som uppmärksammades välvilligt av kritikerna. Separat ställde han ut på Ekströms konsthandel i Stockholm där han visade en serie landskap- och infödingsstudier från Curaçao som följdes upp med en ny utställning på Ekströms konsthandel där han visade arbeten från England, Irland och Nederländerna. Han publicerade 1932 Klockan. Teckningar med rim och Vad skall du bli? 1933 samt den humoristiska bilderboken Huller-om-buller-boken 1936 och som illustratör illustrerade han bland annat Curt Munthes Blommande värld 1937. Vid sidan av sitt eget skapande var han anlitad som tidningstecknare. Söderberg är representerad vid bland annat Västergötlands museum.